# Maria Elena Bernal
Maria Elena Bernal (Medellín, 1947-18 de agosto de 2004) fue una artista, pintora, escultora, maestra, representante del vanguardismo que pretendía con sus obras materializar el paisaje desde una nueva perspectiva, con espacios llenos de color en donde buscaba establecer equivalencias entre el paisaje urbano y la naturaleza, creando armonías entre lo subjetivo y lo objetivo.
Era una observadora auténtica, su trabajo se centró en ver la riqueza de lo trivial y darle una nueva mirada a la vida cotidiana, en apreciar la manera en que la luz irradiaba los objetos, resaltando sus colores y sus formas, separándoles de una totalidad sin que perdieran su esencia. Este sentimiento se lo transmitió a sus estudiantes a lo largo de su etapa educativa en la Universidad Nacional de Colombia, al hacerlos partícipes de manera activa en espacios de reflexión acerca del espacio que los rodeaba.

## Reseña biográfica

### Primeros estudios
Realizó su pregrado de Bellas Artes en la Universidad de los Andes, desde entonces se interesó por el espectro de la luz y como este incidía de diferentes formas y desde diferentes lugares en los objetos. También se apasionó en encontrar la relación entre el lenguaje y la imagen. Todas estas inclinaciones sobre estos fenómenos se harán visibles a lo largo de sus diferentes obras. 
Durante su época de estudiante, sintió una gran admiración y afecto por sus profesores Carlos Rojas y Santiago Cárdenas quienes representaron una gran influencia en su mirada artística de la realidad. Con el primero, aprendió a observar la riqueza de la naturaleza dándole relevancia a la forma, el color y la posibilidad de fragmentar una totalidad. Con Santiago Cárdenas comprende la belleza que puede encontrar en los objetos más triviales, esos que se encuentran en el diario vivir.
Era una fiel representante del vanguardismo, lo que se evidenciaba en su actitud, en su manera de vestir e indiscutiblemente en sus obras. Le encantaba discutir sobre lecturas, miraba con entusiasmo el arte pop y sentía una gran admiración por el arte conceptual.

### Vida profesional
En 1997 presentó su primera muestra individual en la galería San Diego la que causó un gran impacto en el público al ser la primera artista en plasmar aspectos de la experiencia urbana, con pinturas de buses, vidrios, espejos y retrovisores quiso reflejar la contraposición entre lo abstracto y lo objetivo creando armonías en donde había contraposiciones.
La artista trabajó serigrafías, grabados en metal a color, témperas acrílicos y hasta oleos con los que representaba múltiples puntos de vista del paisaje urbano y rural, en donde la totalidad del espacio se fraccionaba y las cosas se veían en trozos o en detalles. 
En la década de los 80 ingresó a la Universidad Nacional de Colombia como profesora de grabado de la escuela de artes plásticas y posteriormente entró a dirigir el “Museo de Arte” actual patrimonio cultural de la misma institución, convirtiéndolo en un lugar dinámico para la creación y la actividad artística. Este espacio se convirtió para ella en un lugar de participación activa para los estudiantes brindándoles espacios de reflexión sobre el arte con la creación de exposiciones y proyectos en donde su metodología educativa era principalmente participativa.
Cuando ingreso a la Maestría de Artes plásticas dejó los lienzos para plasmar sus ideas en el espacio que la rodeaba. Fundó el proyecto “Senderos” en conjunto con el Profesor Schlenker con el que buscaba la participación de diferentes sectores de la universidad para que compartieran sus experiencias, opiniones y reflexiones sobre lugares específicos del campus. La maestra Maria Elena Bernal le demostró la riqueza artística de los fenómenos que tienen lugar en la vida cotidiana, al montar en un bus, al caminar por la calle o el transitar un paisaje.

## Principales obras
Es a partir de la mirada de la vida cotidiana que van apareciendo sus primeras obras. Por medio de los recorridos urbanos; el desplazamiento en el transporte público la artista observa las particularidades de este servicio dando relevancia a aspectos y objetos superfluos lo que da lugar a la serie de los Buses-Espacio público (1976-1977).
Se detiene en los espejos retrovisores y en los reflejos, donde aparece, del otro lado, la calle. La artista encuentra en estos objetos el concepto de realidad, tanto de lo abstracto como lo estructurado, en donde este objeto se llena de significado para la persona que lo vea. Características que se extienden a todo su trabajo. En la serie Espejos retrovisores y reflejos (1979-1980) se dedica al grabado, medio que utilizará en sus siguientes series: Señas de paisaje (1980-1983) y Charcos y huellas (1982-1989), en las que explora la relación entre el paisaje natural y el urbano. 
A partir de 1983 hasta 1989, María Elena se dedica al paisaje natural y lo mira desde una perspectiva meramente capitalino, para entender las relaciones que pueden existir entre la naturaleza y la ciudad. Desde este ámbito, sus pinturas adquieren una capacidad de desplazarse en el espacio, pasando del presente al pasado creando así, en 1990, trabaja en la serie Giros de color, del plano hasta el volumen. 
Esta relación entre obra y espacio la lleva a incursionar con la instalación y con las intervenciones en el espacio. Es así como la serie De tal palo tal astilla (1996), donde vuelve sobre el paisaje urbano y en 1997 presenta Sustancia.
A partir de este momento, la esencia artística y espacio se despliegan en su última serie Espectros (2001-2003) en la que María Elena interviene en distintos lugares del campus de la Universidad Nacional de Colombia, buscando cautivar a los estudiantes y profesores con fenómenos lumínicos que llamen su atención para entender su percepción frente algo tan cotidiano. 

## Distinciones
- Mención Especial, I Salón Regional de Artistas (1976, Tunja.)
- 4 Premio III Salón Regional de Artistas (1980, Tunja.)

## Obras en colecciones
- Espejo en un bus Reflejos (1979, Colección permanente, Museo de Arte Universidad Nacional.)
- Ventanas (1980, Colección Permanente, Casa de la Cultura de Tunja.)
- Espejo (1980, Colección Permanente Museo de Arte Moderno de Bogotá.)
- Esquina (1982, Colección Permanente Museo de Arte Moderno de Bogotá.
- Paisaje desplazable No. 5 (1984, Colección Permanente Museo de Arte Moderno de Bogotá.)
- Esquina (1986, Instituto Colombiano de Cultura COLCULTURA.)
- De la serie reflejos (1986, Instituto Colombiano de Cultura COLCULTURA.)
- Espejo en un bus (1986, Instituto Colombiano de Cultura COLCULTURA.)

## Exposiciones individuales
- Retrovisores y Espejos (1980, Galería Belarca, Santafé de Bogotá)
- Señas de Paisaje (1983, Santafé de Bogotá.)
- De La Superficie al Paisaje (1986, Galería Belarca, Santafé de Bogotá.)
- La Vertical de Horizonte (1989, Centro Colombo Americano, Santafé de Bogotá.)
- Giros de Color, desde el Plano hasta el Volumen (1990, Fondo Cultural Cafetero, Manizales)
- Serie De Tal Palo Tal Astilla: Naturaleza del ser mutado (1996, Centro Colombo Americano, Sede Centro, Bogotá)